# Húnavatnshreppur
Húnavatnshreppur är en kommun i regionen Norðurland vestra på Island. Folkmängden är 384 personer (2022).

## Bilder

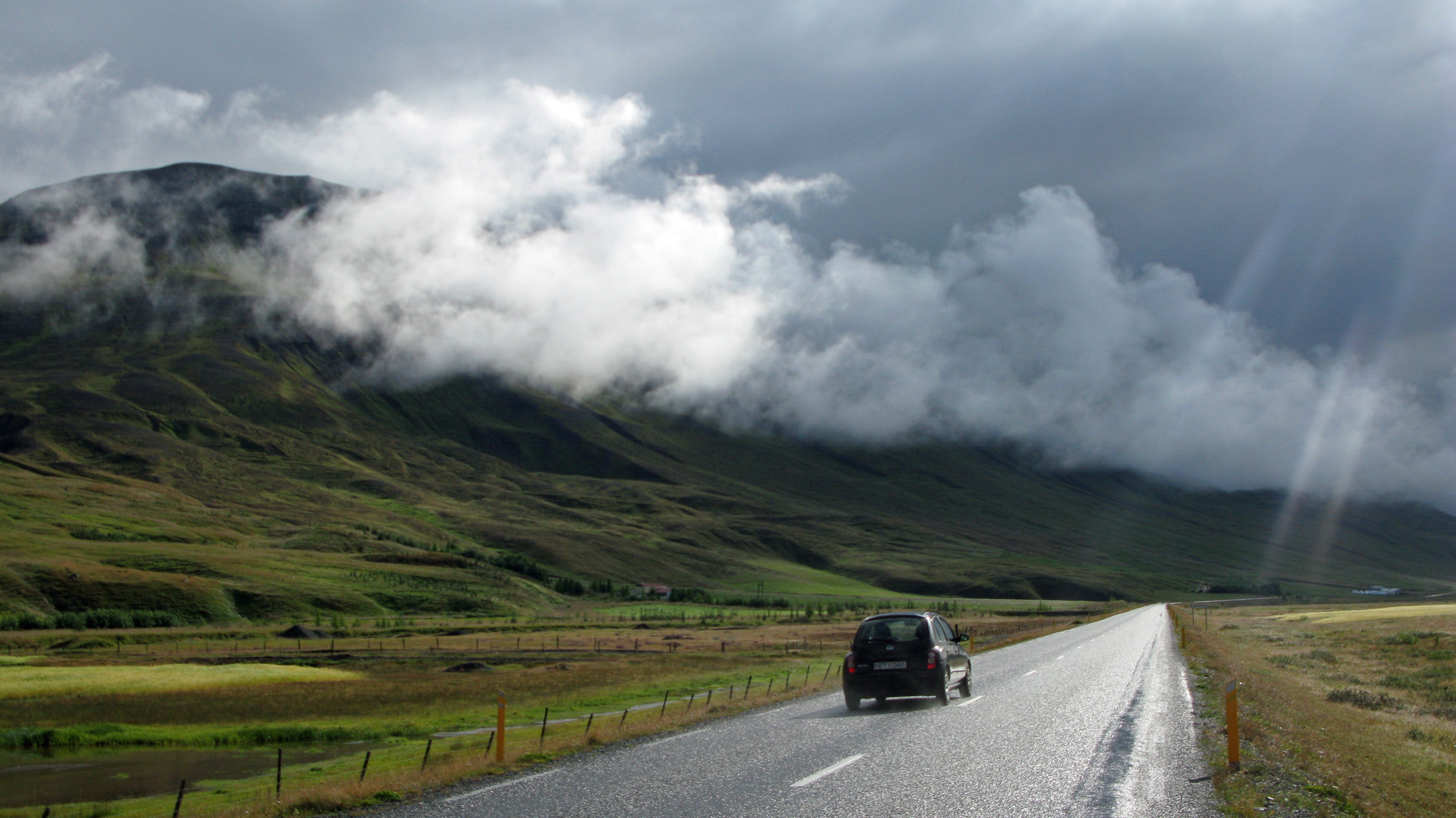
Langidalur
Bólstaðahlíð
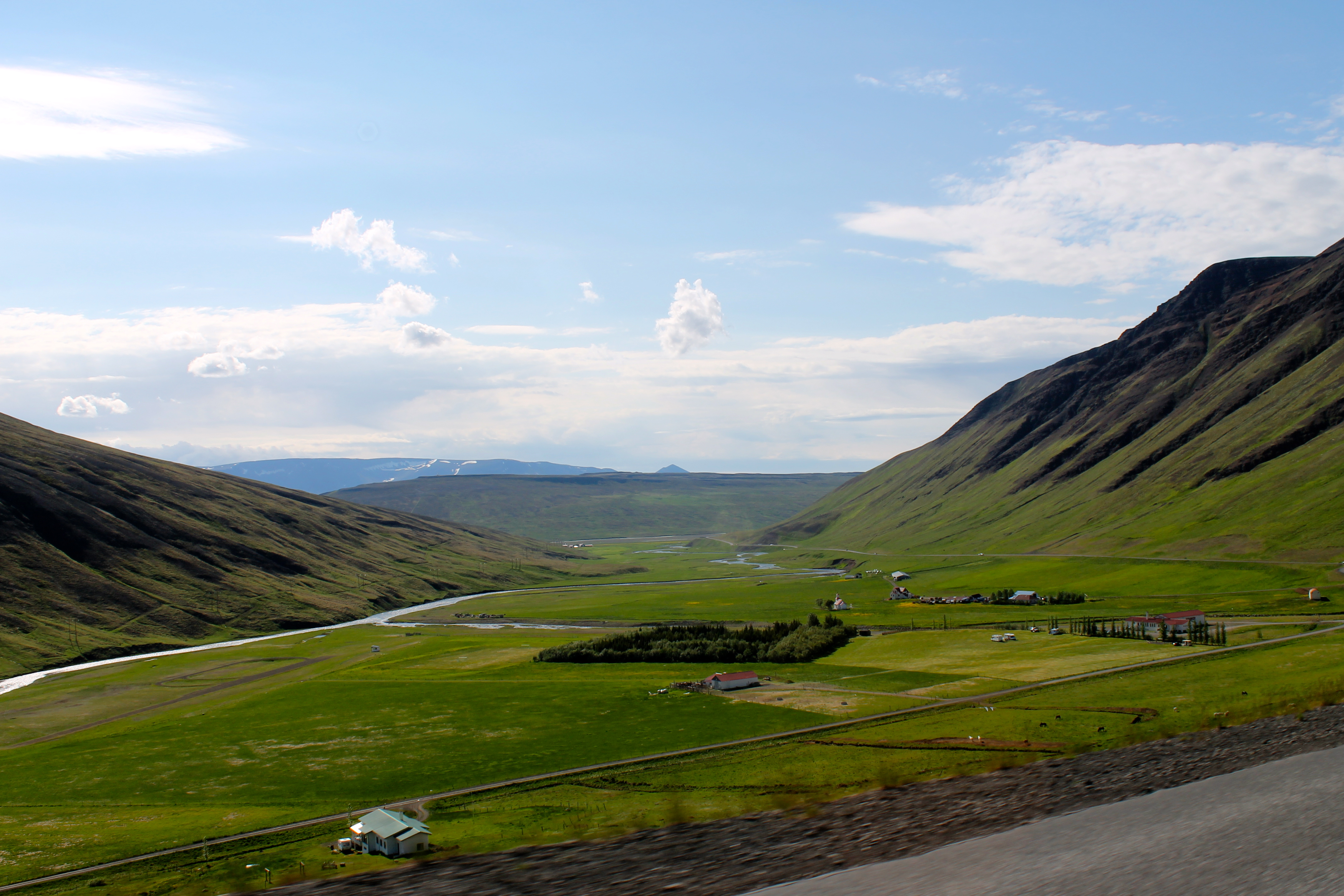
Svartárdalur